# Югань (Ясси)
Югань, Югані (рум. Iugani) — село у повіті Ясси в Румунії. Входить до складу комуни Мірчешть.
Село розташоване на відстані 295 км на північ від Бухареста, 58 км на захід від Ясс.

## Населення
За даними перепису населення 2002 року у селі проживали 2024 особи, усі — румуни. Усі жителі села рідною мовою назвали румунську.